# لیدی شیوا
لیدی شیوا (به انگلیسی: Lady Shiva) با نام اصلی ساندرا ووسان، یک شخصیت خیالی ابرشرور در کتاب‌های کامیک آمریکایی منتشر شده توسط دی‌سی کامیکس است. این شخصیت توسط نویسنده دنیس اونیل و طراح ریک استرادا خلق شده‌است؛ که برای نخستین بار در شمارهٔ ۵ مجموعه «ریچارد دراگون، مبارز کونگ‌فو» (دسامبر ۱۹۷۵) معرفی شد. با جلوتر رفتن داستان، او بیشتر به عنوان دشمن یا متحد با شخصیت ابرقهرمان بتمن و افراد مرتبط با او پیوند دارد. لیدی شیوا یک استاد بزرگ هنرهای رزمی است و یکی از ماهرترین مبارزان و به احتمال زیاد مرگبارترین آدم‌کشان دنیای دی‌سی محسوب می‌شود. او همچنین مادر کاساندرا کین (که بعدها نقش یکی از چندین شخصیت بت‌گرل را ایفا نمود)، از دیوید کین است.

## زندگینامه ساختگی شخصیت

### تبدیل شدن به لیدی شیوا
شیوا در اصل به عنوان دشمن شخصیت رزمی‌کار ریچارد دراگون معرفی شد. او اعتقاد داشت ریچارد یک جاسوس و مسئول قتل خواهرش کارولین است. اما در واقعیت، قتل کارولین توسط یک تاجر بدکار به نام گوانو کراوات ترتیب داده شده بود، که در گذشته جاه‌طلبی‌های مجرمانه وی به‌وسیلهٔ ریچارد دراگون خنثی شده بود. کراوات ووسان را متقاعد کرد که دراگون قاتل کارولین است و عمداً او را برای انتقام در مقابل دراگون قرار داد. ووسان به منظور گرفتن انتقام خواهرش، به یک استاد هنرهای رزمی تبدیل شد. در طول دوره آموزش، او دریافت که از استعداد ذاتی برخوردار است، و به سرعت بر چندین سبک از هنرهای رزمی تسلط پیدا کرد و لقب «لیدی» شیوا را برای خود برگزید.
هنگامی که شیوا ریچارد دراگون را ردیابی کرد و او را به مخفیگاه کراوات کشاند، در آنجا دراگون نقشه شوم کراوات را فاش کرد. سوئیسی‌ها، قاتل واقعی کارولین و افراد زیر نظر کراوات، پیش از این در حین نبرد با دراگون کشته شدند.
پس از آن، شیوا برای مدت کوتاهی همراه با دراگون و دوست رزمی‌کارش بِن ترنر به مبارزه با جرم جنایت پرداخت، و به منظور تسکین و تسلی دادن به احساسات پوچ خود بیان داشت: من دراگون را برای این تحمل می‌کنم چرا که به نظر می‌رسد خطر مانند مگس‌هایی که به عسل چسبیده‌اند با او پیوند دارد... و بدون خطر، زندگی من معنایی ندارد! دراگون به امید اینکه شیوا ممکن است او را سرمشق خود قرار دهد و از مهارت‌هایش در جنبه‌های مثبت استفاده کند، او را وادار به کشف جنبه معنوی هنرهای رزمی نمود. در نهایت زمانی که این سه از یکدیگر جدا شدند، شیوا یک زندگی سرگردان را آغاز کرد، تمرینات خود را بیشتر و سرانجام از مهارت‌های خود به عنوان یک قاتل حرفه‌ای استفاده نمود.

## توانایی‌ها و قدرت‌ها
لیدی شیوا دارای هیچ توانایی ابرانسانی نمی‌باشد، اما به عنوان یکی از بهترین آدمکش‌ها و هنرمندان رزمی کار جهان در نظر گرفته می‌شود که قدرتش حتی با ریچارد دراگون و بتمن برابری می‌کند. او قادر به خواندن حرکت افراد از طریق اشارات بدن است، که بدین سبب حرکات آن‌ها را از قبل پیش‌بینی می‌کند، ترفندی که او حتی به دخترش کاساندرا کین نیز آموخت. او همچنین از سلاح‌هایی نظیر شمشیر و شوریکن استفاده می‌کند و به چندین سبک در هنرهای رزمی مانند کونگ‌فو، جودو، جوجیتسو، وینگ‌چون، کاپوئرا، ساواته، کاراته، آیکیدو، کوبودو، و اسکریما مسلط است.